# Niclas Jönsson
Niclas „Nic” Jönsson (ur. 4 sierpnia 1967 roku w Bankeryd) – szwedzki kierowca wyścigowy.

## Kariera
Jönsson rozpoczął karierę w międzynarodowych wyścigach samochodowych w 1988 roku od startów w Szwedzkiej Formule 3. Z dorobkiem siedmiu punktów uplasował się na dwunastej pozycji w końcowej klasyfikacji kierowców. W późniejszych latach Szwed pojawiał się także w stawce Brytyjskiej Formuły 3, Grand Prix Makau, Masters of Formula 3, Swedish Touring Car Championship, Indy Lights, Formuły Asia, American Le Mans Series, Indy Racing League, Grand American Rolex Series, SCCA World Challenge, Grand-Am Cup GS, 24-godzinnego wyścigu Le Mans, NASCAR Busch Series, Grand-Am Koni Challenge, Camaro Cup Sweden, Continental Tire Sports Car Challenge, Le Mans Series, Intercontinental Le Mans Cup, FIA World Endurance Championship, Nordic Camaro U.S. Race, Pirelli World Challenge oraz United Sports Car Championship.

## Wyniki w 24h Le Mans
| Rok  | Zespół                              | Partnerzy                     | Samochód               | Klasa  | Okr. | Poz. | Klasa Pos. |
| ---- | ----------------------------------- | ----------------------------- | ---------------------- | ------ | ---- | ---- | ---------- |
| 2006 | White Lightning Racing Krohn Racing | Jörg Bergmeister Tracy Krohn  | Porsche 911 GT3-RSR    | GT2    | 148  | NU   | NU         |
| 2007 | Risi Competizione Krohn Racing      | Tracy Krohn Colin Braun       | Ferrari F430 GT2       | GT2    | 314  | 19   | 2          |
| 2008 | Risi Competizione Krohn Racing      | Tracy Krohn Eric van de Poele | Ferrari F430 GT2       | GT2    | 12   | NU   | NU         |
| 2009 | Risi Competizione Krohn Racing      | Tracy Krohn Eric van de Poele | Ferrari F430 GT2       | GT2    | 323  | 22   | 3          |
| 2010 | Risi Competizione Krohn Racing      | Tracy Krohn Eric van de Poele | Ferrari F430 GT2       | GT2    | 197  | NU   | NU         |
| 2011 | Krohn Racing                        | Tracy Krohn Michele Rugolo    | Ferrari F430 GT2       | GTE Am | 123  | NU   | NU         |
| 2012 | Krohn Racing                        | Tracy Krohn Michele Rugolo    | Ferrari 458 Italia GT2 | GTE Am | 323  | 25   | 3          |
| 2013 | Krohn Racing                        | Tracy Krohn Maurizio Mediani  | Ferrari 458 Italia GT2 | GTE Am | 111  | NU   | NU         |
| 2014 | Krohn Racing                        | Tracy Krohn Ben Collins       | Ferrari 458 Italia GT2 | GTE Am | 325  | 30   | 10         |